# Bundestagsausschüsse des 6. Deutschen Bundestages
Im Folgenden sind die ständigen Bundestagsausschüsse des 6. Deutschen Bundestages (1969–1972) aufgeführt:
| Ausschuss                                                  | Vorsitz                                         | Fraktion | Stellvertreter                                      | Fraktion | Mitglieder |
| ---------------------------------------------------------- | ----------------------------------------------- | -------- | --------------------------------------------------- | -------- | ---------- |
| Ausschuss für Wahlprüfung, Immunität und Geschäftsordnung  | Erwin Schoettle                                 | SPD      | Werner Mertes                                       | FDP      | 17         |
| Petitionsausschuss                                         | Maria Jacobi                                    | CDU/CSU  | Walter Fritsch                                      | SPD      | 25         |
| Auswärtiger Ausschuss                                      | Gerhard Schröder                                | CDU/CSU  | Kurt Mattick                                        | SPD      | 33         |
| Innenausschuss                                             | Friedrich Schäfer                               | SPD      | Ulrich Berger                                       | CDU/CSU  | 29 bzw. 25 |
| Rechtsausschuss                                            | Carl Otto Lenz                                  | CDU/CSU  | Claus Arndt                                         | SPD      | 25         |
| Finanzausschuss                                            | Otto Schmidt                                    | CDU/CSU  | Konrad Porzner                                      | SPD      | 33         |
| Haushaltsausschuss                                         | Albert Leicht                                   | CDU/CSU  | Hans Hermsdorf ab 15. Juni 1971: Max Seidel         | SPD      | 33 bzw. 37 |
| Ausschuss für Wirtschaft                                   | Gerhard Kienbaum ab 15. Juni 1972: Carlo Graaff | FDP      | Gustav Stein                                        | CDU/CSU  | 33 bzw. 37 |
| Ausschuss für Ernährung, Landwirtschaft und Forsten        | R. Martin Schmidt                               | SPD      | Karl Bewerunge                                      | CDU/CSU  | 33         |
| Ausschuss für Arbeit und Sozialordnung                     | Ernst Schellenberg                              | SPD      | Adolf Müller                                        | CDU/CSU  | 33 bzw. 37 |
| Verteidigungsausschuss                                     | Friedrich Zimmermann                            | CDU/CSU  | Hermann Schmidt                                     | SPD      | 29 bzw. 25 |
| Ausschuss für Jugend, Familie und Gesundheit               | Rudolf Hauck                                    | SPD      | Gerhard Jungmann                                    | CDU/CSU  | 29 bzw. 25 |
| Ausschuss für Verkehr und für das Post- und Fernmeldewesen | Hans Apel                                       | SPD      | Josef Schmitt                                       | CDU/CSU  | 25         |
| Ausschuss für Städtebau und Wohnungswesen                  | Josef Mick                                      | CDU/CSU  | Werner Jacobi ab 3. September 1970: Hedwig Meermann | SPD      | 25         |
| Ausschuss für innerdeutsche Beziehungen                    | Johann Baptist Gradl                            | CDU/CSU  | Max Seidel ab 4. März 1971: Egon Höhmann            | SPD      | 25         |
| Ausschuss für Bildung und Wissenschaft                     | Ulrich Lohmar                                   | SPD      | Kurt Schober                                        | CDU/CSU  | 25         |
| Ausschuss für wirtschaftliche Zusammenarbeit               | Alwin Brück                                     | SPD      | Günter Rinsche                                      | CDU/CSU  | 17         |

Die oben in einigen Ausschüssen angegebenen Veränderungen in den Mitgliederanzahlen galten ab dem 4. November 1970.